# Heterostegane rectifasciata
Heterostegane rectifasciata is een vlinder uit de familie spanners (Geometridae). De wetenschappelijke naam van deze soort is voor het eerst geldig gepubliceerd in 1893 door Hampson.
De soort komt voor in tropisch Afrika.